# ألبرت غالاتين هاوس
ألبرت غالاتين هاوس هو سياسي أمريكي، ولد في 1 أبريل 1804، وتوفي في 14 مارس 1849. نشط حزبياً في الحزب الديمقراطي. وقد انتخب عضو مجلس النواب الأمريكي ‏.